# Вавженьчице (Малопольське воєводство)
Вавженьчиці (пол. Wawrzeńczyce) — село в Польщі, у гміні Іґоломія-Вавженьчиці Краківського повіту Малопольського воєводства.
Населення — 1834 особи (2011).

## Демографія
Демографічна структура станом на 31 березня 2011 року:
|          | Загалом | Допрацездатний вік | Працездатний вік | Постпрацездатний вік |
| -------- | ------- | ------------------ | ---------------- | -------------------- |
| Чоловіки | 903     | 185                | 634              | 84                   |
| Жінки    | 931     | 176                | 569              | 186                  |
| Разом    | 1834    | 361                | 1203             | 270                  |